# Новый театр (Лодзь)
«Новый театр им. Казимежа Деймека в Лодзи» (пол. Teatr Nowy im. Kazimierza Dejmka w Łodzi) — драматический театр в Лодзи. 
«Новый театр в Лодзи» возник в 1949 году, сначала действовал в здании Дома Солдата (улица Тувима), а в 1951 году вселился в своё присутствующее местопребывание у улицы Венцковскего. Свою деятельность театр начал с постановки пьесы Вашека Каны «Рабочая бригада Кархана».
В 2007 г. театру признали имя Казимежа Деймека, который был его первым директором в 1949—1961 гг.
Теперь у театра есть две сцены, большую для 380 зрителей (ул. Венцковскего) и маленькую на 100—142 мест (открытая в марте 2001 года, вхождение от улицы Заходня). При театре действует «Центр театрального образования». Также издаётся молодёжная театральная газета.

## Известные актёры театра
| - Барбасевич, Марек - Баэр, Богдан - Бенуа, Людвик - Валкувна, Барбара - Войт, Мечислав - Жуковский, Феликс - Зинтель, Зыгмунт - Каминьский, Эугениуш - Каревич, Эмиль - Кершновский, Кшиштоф - Клосиньский, Януш - Кобушевский, Ян - Кубицкий, Януш - Лапиньский, Станислав - Лодыньский, Юзеф - Люткевич, Густав - Мазуркевич, Веслава |  | - Мархелюк, Мирослава - Маховский, Игнацы - Махульский, Ян - Моджиньска, Уршуля - Мрожевский, Здзислав - Павлицкий, Михал - Пешек, Ян - Соколовская, Анита - Сохнацкий, Богуслав - Теодорчик, Тадеуш - Фельдман, Кристина - Феттинг, Эдмунд - Хмельник, Яцек - Хоравянка, Барбара - Шалявский, Анджей - Шевчик, Ирена - Ясиньская, Эльжбета |